# Milen Petkov
Milen Ivanov Petkov (bolgár nyelven: Милен Иванов Петков) (General Tosevo, 1974. január 12. –) bolgár válogatott labdarúgó.

## Pályafutása
Karrierje során szerepelt a Dobrudzsa Dobrics, a CSZKA Szofija, az AÉK Athína, az Atrómitosz, az Ilisziakósz és a Cserno More együtteseiben.
1997 és 2004 között volt a bolgár labdarúgó-válogatott tagja 37 mérkőzésen. A válogatott tagjaként részt vett a 2004-es Európa-bajnokságon, illetve az 1998-as világbajnokságon.

## Válogatott góljai
| #  | Dátum           | Stadion                          | Ellenfél   | Gól | Eredmény | Kiírás              |
| -- | --------------- | -------------------------------- | ---------- | --- | -------- | ------------------- |
| 1. | 2004. június 2. | Letná Stadium, Prága, Csehország | Csehország | 3–1 | 3–1      | Barátságos mérkőzés |

## Sikerei, díjai
- CSZKA Szofija
  - Bolgár bajnok: 1997
  - Bolgár kupa: 1997, 1999
- AÉK Athína
  - Görög kupa: 2000, 2002